# 王臣缙
王臣缙（？—？），字大绅，湖广黄州（今湖北黄冈）人，明朝政治人物。

## 生平
崇祯十年（1640年），登进士出身，授钱塘县知县。崇祯十五年，改任崇明县知县。清兵入闽时，明鲁王授以分巡副使职，领兵抗淸。兵败后削发为僧。通经史，精书法。著有《麟经稿》行世。